# Final Fantasy Crystal Chronicles: The Crystal Bearers
Final Fantasy Crystal Chronicles: The Crystal Bearers is een action-adventure voor de Nintendo Wii. Het is ontwikkeld en uitgegeven door Square Enix. Het spel is het vervolg op Final Fantasy: Crystal Chronicles voor de GameCube. 

## Beschrijving
Het spel werd aangekondigde op Electronic Entertainment Expo 2005 en werd uitgebracht in Japan op 12 november 2009.
De speler bestuurd Layle, de hoofdpersoon die met telekinetische krachten zijn vijanden verslaat. Het spel heeft een grotere focus op de singleplayer, integendeel op het vorige spel dat gekend was voor zijn multiplayer.